# Wappen Vanuatus
Das Wappen Vanuatus wurde im Jahr 1980 mit dem Erreichen der Unabhängigkeit des Staats angenommen.

## Beschreibung

Flagge Vanuatus

Es zeigt einen melanesischen Krieger oder Häuptling mit einem Speer vor einem Vulkan.
Darunter befindet sich ein goldenes Spruchband mit dem Staatsmotto in Bislama:
„Long God yumi stanap.“
(In Gott stehen wir zusammen.)
Dahinter befindet sich das Staatsemblem, das aus zwei grünen, gekreuzten Namele-Blättern vor dem silbernen Eckzahn eines Keilers besteht.
Das Staatsemblem findet sich vereinfacht – die gekreuzten Blätter innerhalb der Spirale des Keilerzahns mit 6/5 Umdrehungen – auch in der Flagge Vanuatus.

## Symbolik
Die Blätter der einheimischen Palmfarn-Art (Cycas seemannii) (auch: Chief’s Palm) sind ein Friedenssymbol, sie dienen in Melanesien zur Kennzeichnung tabu-belegter Orte.
Der Keiler(-Zahn) ist ein Symbol für Wohlstand, Schweine gelten in Vanuatu als Zeichen für Reichtum. Dieses Staatsmotto stammt vom ersten Premierminister Vanuatus, dem anglikanischen Priester Walter Hadye Lini.